# Гай Юний Брут Бубульк
Гай Юний Брут Бубульк (лат. Gaius Iunius Brutus Bubulcus) — консул Древнего Рима 291 и 277 до н. э.
В 291 до н. э. Бубульк был избран консулом совместно с Луцием Постумием Мегеллом. Согласно обычаю консулы должны были бросать жребий насчет провинций, в которых им предстояло воевать. Однако, коллега Бубулька попрал этот обычай, взяв себе Самний. Сначала Бубульк представил свои претензии сенату, но в конце концов уступил ввиду своего плебейского происхождения и отсутствия политических связей.
В 277 до н. э. Гай Юний во второй раз стал консулом. Бубульк и его коллега Публий Корнелий Руфин были отправлены в Самний, где встретили ожесточённый отпор со стороны самнитов. После этого консулы поссорились и разделили армию на две части. Согласно византийскому историку Зонаре Бубульк остался со своим войском в Самние, а Руфин отправился в Бруттий и Луканию. Однако, возможно, имела место противоположная ситуация. На это указывают триумфальные фасты, в которых отражен триумф Бубулька над луканами и бруттиями.